# جورج مينوا
جورج مينوا (بالفرنسية: Georges Minois)‏ هو مؤرخ فرنسي ولد في 27 يونيو 1946 في أثيس مونس، عمل أستاذًا  للتاريخ والجغرافيا حتى عام 2007، لهُ 44 كتاباً في التاريخ.